# Śniepie
Śniepie [ˈɕɲɛpjɛ] (en alemán: Schnepien, 1938-45: Schnippen) es un pueblo ubicado en el distrito administrativo de Gmina Ełk, dentro del Distrito de Ełk, Voivodato de Varmia y Masuria, en Polonia del norte. Se encuentra aproximadamente a 11 kilómetros al suroeste de Ełk y a 199 kilómetros al este de la capital regional Olsztyn.
Antes de 1945, el área fue parte de Alemania (Prusia Oriental).